# Нутан
Нутан Самарт Бахл  (более известная под мононимом Нутан, англ. Nutan, маратхи नूतन; 4 июня 1936 — 21 февраля 1991) — индийская киноактриса, снимавшаяся, в основном, в фильмах на хинди. Приняла участие в более чем 70 фильмах в течение сорока лет. Считается одной из лучших актрис в истории индийского кино.
Пятикратная обладательница Filmfare Award за лучшую женскую роль. Рекордсменка данной номинации, единолично удерживавшая этот титул более 30 лет (до конца жизни и ещё 20 лет посмертно), вплоть до 2011 года, когда её «догнала» собственная племянница Каджол. В 1974 году получила правительственную награду Падма Шри.

## Биография
Родилась 4 июня 1936 года в Бомбее, в семье маратхи. Её отец — режиссёр и кинематографист Кумарсен Самарт, а мать Шобхна Самарт была ведущей актрисой 1930—1940-х годов.
Родители Нутан разошлись после 14 лет брака.
Нутан — старшая из четырёх детей. У неё было две сестры, Тануджа и Чатура, и брат Джайдип. Тануджа и две её дочери Каджол и Таниша, как и её двоюродная тётка Налини Джайвант — актрисы кино на хинди.
Сниматься в кино Нутан начала в 14 лет, ещё учась в школе. В детстве Нутан считали дурнушкой из-за худобы и высокого роста, тогда как в то время предпочтения отдавались невысоким и полным девушкам. Однако это не помешало ей, повзрослев, победить в конкурсе красоты «Мисс Массури» в 1952 году. С 18 лет она проходила обучение в женском пансионе La Chatelainie в Швейцарии. С юных лет Нутан проявляла интерес к музыке и танцам. Она изучала катхак и даже выступала на сцене. Она также обладала прекрасным голосом, что позволило ей самой исполнить песни в фильме Chhabili (1960). В 1980-х она стала петь бхаджан. Пение занимало значительную часть её времени до конца жизни.
11 октября 1959 года Нутан вышла замуж за лейтенанта-командера флота Раджниша Бахла.
14 августа 1961 года у пары появился сын Мохниш, впоследствии также ставший актёром.
В 1989 году здоровье Нутан ухудшилось. У неё обнаружили рак груди, от которого она скончалась 21 февраля 1991 года.

## Карьера
Нутан начала свою карьеру в кино в 1950 году с ролью второго плана в фильме Hamari Beti, поставленном её матерью. Хотя фильм не стал хитом, режиссёры заметили девушку и стали предлагать другие роли. Последовавшие за первым фильмом, «Светильник должен гореть» (1951) и Nagina (1953) принесли ей первый успех. Примечательно, что Nagina имел возрастной ценз, и Нутан не могла быть допущена к его просмотру, так как на тот момент была несовершеннолетней.
После того, как несколько её фильмов провалилось в прокате, мать отправила её в пансион в Швейцарии. Вернувшись, Нутан получила главную роль в фильме Seema (1955) режиссёра Амии Чакраборти. В нём она сыграла сироту Гаури, живущую со злыми и жадными родственниками в качестве служанки и ложно обвиненную в воровстве. Будучи в глазах общества преступницей, Гаури не может найти работу и голодает. Полиция препровождает её в исправительное учреждение — закрытый ашрам, где она встречает немолодого воспитателя Ашока (в исполнении Балраджа Сахни). Благодаря ему и новой подруге Патли, она не только находит внутренний покой, но в её жизни появляется надежда и любовь… Нутан в этом фильме горячая, вспыльчивая, резкая. Ранее ни один из фильмов не давал ей роль такой глубины и характера, которые смогли бы произвести неизгладимое впечатление на зрителя. Seema принесла актрисе её первую Filmfare Awards.
Нутан снималась как в фильмах с серьёзной тематикой, так и в лёгких романтических комедиях. Среди последних хитом стал Paying Guest (1957) с Девом Анандом. Вместе с Нутан они образовали популярную экранную пару и снялись ещё в трёх фильмах: Baarish (1957), Manzil (1960) и Tere Ghar Ke Samne (1963). В 1959 году снялась в фильме «Простофиля» вместе с Раджем Капуром.
Однако в большей степени её талант раскрывали драматические роли. Так игра в фильме «Неприкасаемая» (1959) Бимала Роя принесла ей вторую премию Filmfare. Это история о девушке из низшей касты, удочерённой семьёй из высшей. Её происхождение становится главной проблемой, когда она становится взрослой и собирается выйти замуж. Фильм был снят по рассказу Субодха Гхоша и выступал против практики сегрегации неприкасаемых, имея в качестве основы легенду о Чандалике, девушки из низшей касты, ставшей ученицей Будды.
«Неприкасаемая» попал в политический контекст своего времени и вошёл в конкурсную программу Каннского кинофестиваля 1960 года.
Выйдя замуж, Нутан, как и многие актрисы того времени, оставила кино, но после рождения сына приняла решение вернуться. Стойкая Кальяни, которую она сыграла в «Заключённой» (1963) всё того же Бимала Роя, стала прототипом героини индийского кино наравне с Радхой из «Матери Индии». Нутан удалось изобразить бурные эмоции женщины-заключённой, не прибегая к риторике и излишней театральности. С грацией, достоинством и поразительным спокойствием она показала с экрана целую гамму эмоций в сцене убийства. В 2010 журнал Filmfare внёс роль Кальяни в список «80 Iconic Performances», а критики признали её лучшей в карьере Нутан. «Заключённая» принесла актрисе третью Filmfare Awards.
В 1960-х годах Нутан стала одной из наиболее уважаемых актрис своего времени. Известные режиссёры Бимал Рой, Манмохан Десаи, Радж Кхосла и Басу Бхаттачарья называли её своей любимой актрисой. Нутан работала почти со всеми звёздами своего времени, в их числе были Дев Ананд, Радж Капур, Балрадж Сахни, Сунил Датт, Дхармендра, Дилип Кумар, Ашок Кумар и Кишор Кумар.
Она регулярно получала награды за исполнение ролей в таких фильмах как «Свидание» (1967), «Торговец» (1973) и «Внебрачный сын» (1978). Последний фильм принёс ей пятую Filmfare Award за лучшую женскую роль, сделав рекордсменкой по количеству наград в данной номинации. Помимо этого, получив награду в возрасте 42-х лет, она стала самой старшей из лауреаток в момент получения премии. Нутан, возможно, единственная актриса своего поколения, которая исполняла ведущие роли после сорока с неизменным успехом.
В середине 80-х, в силу возраста ей стали предлагать второстепенные роли матерей. Среди её работ тех лет наиболее успешными стали «Невинная жертва» (1985), «Имя» (1986) и «Карма» (1986). За роль в «Невинной жертве», режиссёром которой был Субхаш Гхаи, она получила Filmfare Award за лучшую женскую роль второго плана.
Её последний фильмом, вышедшим при жизни, стал «Месть именем закона» (1989). Ещё два фильма, «Счастливчик» (1992) и «Человеколюбие» (1994), вышли в прокат уже после смерти актрисы.

## Награды и Номинации
| Награды Filmfare Awards - 1957 — Лучшая женская роль — Seema - 1960 — Лучшая женская роль — «Неприкасаемая» - 1964 — Лучшая женская роль — «Заключенная» - 1968 — Лучшая женская роль — «Свидание» - 1979 — Лучшая женская роль — «Внебрачный сын» - 1986 — Лучшая женская роль второго плана — «Невинная жертва» | Номинации Filmfare Awards - 1961 — Лучшая женская роль — «Мошенник» - 1974 — Лучшая женская роль — «Торговец» - 1974 — Лучшая женская роль второго плана — «Торговец» - 1974 — Лучшая женская роль второго плана — «Влечение» - 1979 — Лучшая женская роль второго плана — «Внебрачный сын» |

Другие награды
- 1964 — Премия ассоциации бенгальских кино-журналистов — «Заключенная»[26]
- 1968 — Премия ассоциации бенгальских кино-журналистов — «Свидание»[27]
- 1974 — Премия ассоциации бенгальских кино-журналистов — «Торговец»[28]
- 1974 — Падма Шри за вклад в области искусства[12]